# アゴーギク
アゴーギク（独:Agogik）とは音楽用語で、演奏においてテンポやリズムを意図的に変化させることで行う、音楽上の表現の一つ。テンポ・ルバート、アッチェレランド、リタルダンドなどがある。デュナーミク（強弱法）との対比で速度法、緩急法とも言う。通常、同じ速度記号が適用されている間に行われ、テンポの揺らぎがその速度記号の示す範囲を大きく超えることはあまりない。なお、アゴーギグと書かれることもあるが、原語では語尾はkなので「グ」とするのは誤りである。
デュナーミクと同じく、度合いは演奏者の裁量に任されている部分が音高や音価に比べてやや大きいため、演奏者にとって重要な表現方法のひとつであるが、デュナーミクと違って音価そのものに影響を及ぼしやすいので濫用は避けられることが多い。
日本では、俗に「（テンポの）伸び縮み」と呼ぶことがある。

## 表現の実際
自然界に完全な直線（線分）や平面が存在することが考えにくいのと同様に、ごく微妙なテンポの揺らぎは無意識のうちに常に起こっていると考えた方がよい（メトロノームなどに合わせて演奏する場合やいわゆる打ち込みの楽曲の場合などはこの限りではない）。「演奏不可能なほどテンポが速すぎるのでその部分だけ遅く演奏する」などの技術上の観点でのみ行うことはすべきではなく、あくまで音楽上の見地から、曲想や様式感などをふまえた上で分析し解釈されるべきであるとされている。
従って、アゴーギク自体を聴衆が明確に意識することは必ずしも必要ではない。例を挙げると、無機的になることを避けるため、楽譜では最初から最後まで一定のテンポで演奏するように指示されている箇所でごくわずかずつテンポを上げていく指揮者や演奏者がいる。彼らは「本当に（機械的に）一定のテンポで演奏し切ると、聴衆はごくわずかずつテンポが遅くなっていっていたように感じるものだ」という説を唱えている。
19世紀以降はアゴーギクを単なるテンポ情報として楽譜に書き込む例が増えてくる傾向がある。メトロノームの普及が19世紀ごろにほぼ完了したことや、作曲家が自分の意図をより厳密に演奏に反映させたいという思い、また出版社・編纂者の方針などがその理由である。
テンポ情報として顕著なアゴーギクを与えた例に、「ハンガリー舞曲第5番」（ブラームス編曲）などがある。